# Corsini Neri
Corsini Neri è una frazione del comune di Pistoia di circa 35 abitanti. È un piccolo borgo di origine trecentesca  posto a circa tre chilometri a nord di Pistoia ed è caratterizzato da un impianto originario residenziale databile circa al XIV secolo. Con caratteristiche prettamente rurali, ha legato la sua storia alla innata rivalità storico-politica con il borgo dei Corsini Bianchi e con quello limitrofo di Germinaia.
Il paese mantiene ancora i vecchi tratti dell'originario complesso, e così, come per Corsini Bianchi anche in questo caso il cognome predominante in paese è Corsini.
Un tempo facente parte della Parrocchia di San Michele a Pulica, piccola pieve romanica sconsacrata verso la prima metà del XVI secolo a favore della limitrofa Chiesa di Sant'Alessio a Bigiano, il borgo tiene una festa annuale presso l'antica Pieve il 13 settembre.
Nell'anno 2007, tale festa è rientrata all'interno delle Giornate europee della cultura, grazie al patrocinio del Comune di Pistoia e del suo archivio storico, per vantare l'importanza storica del luogo.